# 同光同志長老教會
同光同志長老教會（Tong-Kwang Light House Presbyterian Church），簡稱同光教會，是台灣基督教新教第一個由同性戀者組成的教會，成立於1996年5月5日，初期位於台北市萬華區，現已遷至台北市中山區。同光教會從2015年1月1日起公開其聚會地點，在此之前以保護同性戀者為由未公開。

和一般主流華人教會的立场不同，同光教會接纳同性戀者入会，也允許非同性戀者入會，認為神對於同性戀、雙性戀、異性戀與跨性別者均為平等。其信仰告白（Confession of Faith）為：
「我們信，所有人皆為上帝美好的創造，不論其族群或身份，不分同性戀者、雙性戀者、異性戀者、跨性別者等，皆為上帝喜愛的兒女，都能依靠耶穌基督的救恩，因信耶穌基督並悔改，而罪得赦免；祂使受壓迫的人得自由、平等，在基督裡成為新造的人，使世界成為祂的國度，充滿愛、公義、平安與喜樂。」

## 歷史
- 1995年10月22日：台灣基督長老教會牧師楊雅惠透過網路號召一群同志基督徒，在台北市大安區台灣基督長老教會義光教會成立台灣首個同志基督徒團契：約拿單團契[3]。
- 1996年5月5日：約拿單團契的成員在義光教會牧師許承道的見證下，在淡水中學禮拜堂設立全球第一個華人同志教會「同光同志長老教會」，並聘請楊雅惠為首任駐堂牧師直到1998年7月。
- 1999年6月6日：曾恕敏牧師受聘為同光教會第二任駐堂牧師。
- 2000年10月22日：慶祝約拿單團契成立五週年，同光教會舉行華人教會史上第一次同志伴侶祝福儀式。
- 2001年：同光教會轉型為小組教會，在台北市、新北市、桃園縣和新竹市等地區建立小組聚會據點，逐漸將服務對象與範圍擴展到整個北台灣。
- 2001年8月：同光教會出版第一本台灣本土同志基督徒的見證與神學專書《暗夜中的燈塔》。
- 2004年5月2日：曾恕敏在同光教會受封立為台灣第一位同志牧師[4][5]，直到2006年5月2日任期屆滿離開同光教會。另外，台中市以勒團契為同光教會之外展團契，姊妹團契則有花蓮縣瑪拉團契等。
- 2014年4月1日：從香港來的黃國堯牧師正式擔任第三任同光教會駐堂牧師[6]。在經過差不多八年沒有駐堂傳教師的日子，黃國堯及師母由原來服事的香港同志教會「基恩之家」轉職同光教會，為同光教會劃下新的里程碑。
- 2016年5月：同光教會出版第二本書《聽你剪裁星空》[7]。

## 歷任牧者
| 任別       | 姓名   | 上任日期  | 離任日期  | 備註 |
| ---------- | ------ | --------- | --------- | --- |
| 第一任牧師 | 楊雅惠 | 1996年5月 | 1998年7月 | - 本會創辦人 - 曾成立第一個同志基督徒團契「約拿單團契」 - 曾任職台灣基督長老教會新竹大專學生中心，離任後任職暖暖、彰化中山、台中吉峰教會。 |
| 第二任牧師 | 曾恕敏 | 1999年6月 | 2006年5月 | - 2004年5月按立，為全台灣第一位同志牧師。                                                                                                  |
| 第三任牧師 | 黃國堯 | 2014年4月 | 2020年3月 | - 來自香港 - 曾任職香港基督教宣道會觀塘堂、香港基恩之家教會。                                                                              |

## 著作出版
- 《暗夜中的燈塔》，臺北市：女書文化，2001年。ISBN 978-957-82332-5-6
- 《聽你剪裁星空》，臺北市：基本書坊，2016年。ISBN 978-986-64747-0-5